# Erwin Kostedde
Erwin Kostedde (* 21. května 1946, Münster) je bývalý německý fotbalista, útočník. Syn německé matky a afroamerického otce byl prvním fotbalistou tmavé barvi pleti v německé reprezentaci.

## Fotbalová kariéra
Začínal v týmu Preußen Münster. Dále hrál v německé bundeslize za MSV Duisburg, v belgické lize za Standard Liège, v Německu za Kickers Offenbach, Herthu, Borussii Dortmund a druholigový 1. FC Union Solingen, ve francouzské lize za Stade Lavallois a končil v Německu za Werder Brémy a druholigový VfL Osnabrück. V Bundeslize nastoupil ve 219 utkáních a dal 98 gólů, v belgické lize nastoupil v 67 utkáních a dal 49 gólů a ve francouzské Ligue 1 nastoupil ve 34 utkáních a dal 21 gólů. V sezóně 1970/71 byl nejlepším střelcem belgické ligy a v sezóně 1979/80 byl nejlepším střelcem francouzské ligy. Za západoněmeckou reprezentaci nastoupil v letech 1974-1975 ve 3 utkáních a dal 1 gól. V Poháru mistrů evropských zemí nastoupil v 6 utkáních a dal 2 góly a v Poháru UEFA nastoupil ve 6 utkáních a dal 5 gólů.

## Ligová bilance
| Ročník                                  | Zápasy | Góly | Klub                 |
| --------------------------------------- | ------ | ---- | -------------------- |
| 2. německá fotbalová Bundesliga 1965/66 | 18     | 12   | Preußen Münster      |
| 2. německá fotbalová Bundesliga 1966/67 | 17     | 6    | Preußen Münster      |
| Německá fotbalová Bundesliga 1967/68    | 19     | 5    | MSV Duisburg         |
| 1. belgická fotbalová liga 1968/69      | 15     | 11   | Standard Liège       |
| 1. belgická fotbalová liga 1969/70      | 10     | 6    | Standard Liège       |
| 1. belgická fotbalová liga 1970/71      | 27     | 26   | Standard Liège       |
| 2. německá fotbalová Bundesliga 1971/72 | 36     | 28   | Kickers Offenbach    |
| Německá fotbalová Bundesliga 1972/73    | 29     | 19   | Kickers Offenbach    |
| Německá fotbalová Bundesliga 1973/74    | 33     | 15   | Kickers Offenbach    |
| Německá fotbalová Bundesliga 1974/75    | 31     | 18   | Kickers Offenbach    |
| Německá fotbalová Bundesliga 1975/76    | 26     | 142  | Hertha BSC           |
| Německá fotbalová Bundesliga 1976/77    | 27     | 11   | Borussia Dortmund    |
| Německá fotbalová Bundesliga 1977/78    | 21     | 7    | Borussia Dortmund    |
| 2. německá fotbalová Bundesliga 1978/79 | 2      | 0    | 1. FC Union Solingen |
| 1. belgická fotbalová liga 1978/79      | 15     | 6    | Standard Liège       |
| 1. francouzská fotbalová liga 1979/80   | 34     | 21   | Stade Lavallois      |
| 2. německá fotbalová Bundesliga 1980/81 | 42     | 29   | Werder Brémy         |
| Německá fotbalová Bundesliga 1981/82    | 33     | 9    | Werder Brémy         |
| 2. německá fotbalová Bundesliga 1982/83 | 42     | 29   | VfL Osnabrück        |
| CELKEM 1. liga                          | 320    | 168  |                      |